# In diem addictio
La in diem addictio, nel diritto Romano, è un tipo di condizione risolutiva di un contratto di compravendita (emptio venditio). 
Se entro un determinato termine viene proposta al venditore una offerta migliorativa rispetto a quella presentata dal primo aspirante acquirente, non per forza in termini di prezzo, il venditore ha diritto di recedere dal contratto con il vecchio acquirente, per stipulare un nuovo contratto con il nuovo acquirente. Fu utilizzato sia per le vendite all'asta che per particolari vendite di beni privati.